# Llista de monuments de Balsareny
Llista de monuments de Balsareny inclosos en l'Inventari del Patrimoni Arquitectònic Català per al municipi de Balsareny (Bages). Inclou els inscrits en el Registre de Béns Culturals d'Interès Nacional (BCIN) amb la classificació de monuments històrics i els Béns Culturals d'Interès Local (BCIL) de caràcter arquitectònic.
| Monument                                                                            | Protecció   | Estil/època                                        | Localització                                                                    | Coordenades                                          | Codi?         | Imatge |
| ----------------------------------------------------------------------------------- | ----------- | -------------------------------------------------- | ------------------------------------------------------------------------------- | ---------------------------------------------------- | ------------- | --- |
| Castell de Balsareny                                                                | BCIN 502-MH | Gòtic XIV                                          | Balsareny                                                                       | 41° 52′ 15″ N, 1° 52′ 53″ E / 41.870770°N,1.881454°E | RI-51-0005195 | Castell de Balsareny · Vegeu més fotos d'aquest monument · Carregueu una nova foto d'aquest monument                                           |
| Fortí de Sant Maurici, Fortí Carlí                                                  | BCIN 503-MH | XIX                                                | Balsareny                                                                       | 41° 52′ 04″ N, 1° 52′ 15″ E / 41.867909°N,1.870782°E | RI-51-0005196 | Fortí de Sant Maurici (Balsareny) · Vegeu més fotos d'aquest monument · Carregueu una nova foto d'aquest monument                              |
| Fortí de la Torreta                                                                 | BCIN 504-MH | XIX                                                | Balsareny                                                                       | 41° 52′ 14″ N, 1° 52′ 49″ E / 41.870426°N,1.880385°E | RI-51-0005197 | Carregueu una nova foto d'aquest monument |
| Església de Sant Ramon de Sobirana de Ferrans, Sant Joan, Sant Domènec, Santa Maria |             | Romànic XII, XIII                                  | Balsareny Al costat del Mas Sobirana, en un lloc enlairat de la vall de Ferrans | 41° 52′ 38″ N, 1° 51′ 05″ E / 41.877264°N,1.851374°E | IPA-16250     | Església de Sant Ramon de Sobirana de Ferrans (Balsareny) · Vegeu més fotos d'aquest monument · Carregueu una nova foto d'aquest monument      |
| Coberts i casa de Cal Castellà                                                      |             | Obra popular XIX-XX                                | Balsareny Ctra. Balsareny-Súria, km 45 camí esquerra                            | 41° 51′ 58″ N, 1° 49′ 27″ E / 41.866122°N,1.824138°E | IPA-16252     | Coberts i casa de Cal Castellà (Balsareny) · Vegeu més fotos d'aquest monument · Carregueu una nova foto d'aquest monument                     |
| Mas Fucimanya                                                                       |             | Obra popular XVIII-XX                              | Balsareny Ctra. Balsareny-Súria, km 44 camí esquerra                            | 41° 52′ 13″ N, 1° 51′ 25″ E / 41.870343°N,1.856884°E | IPA-16253     | Carregueu una nova foto d'aquest monument |
| Can Dàliga, o Mas Casaldàliga                                                       |             | Obra popular XIV-XX                                | Balsareny Ctra. Balsareny-Súria, Km. 45, camí a l'esquerra                      | 41° 51′ 34″ N, 1° 50′ 02″ E / 41.859350°N,1.833942°E | IPA-16254     | Can Dàliga (Balsareny) · Vegeu més fotos d'aquest monument · Carregueu una nova foto d'aquest monument                                         |
| Casal Verge de Montserrat                                                           |             | Eclecticisme, monumentalisme academicista XIX      | Balsareny Pl. Rector Roc Garcia                                                 | 41° 51′ 48″ N, 1° 52′ 40″ E / 41.863392°N,1.877745°E | IPA-16256     | Carregueu una nova foto d'aquest monument |
| Masia Puigdorca                                                                     |             | Barroc XVII-XVIII, XIX                             | Balsareny Ctra. Balsareny-Avinyó, km 41 camí a la dreta                         | 41° 51′ 43″ N, 1° 53′ 20″ E / 41.861938°N,1.889002°E | IPA-16257     | Masia Puigdorca (Balsareny) · Vegeu més fotos d'aquest monument · Carregueu una nova foto d'aquest monument                                    |
| Casal Llar d'Avis, antigues escoles                                                 |             | Noucentisme XX                                     | Balsareny Pl. Rector Roc García                                                 | 41° 51′ 48″ N, 1° 52′ 38″ E / 41.863230°N,1.877163°E | IPA-16258     | Casal Llar d'Avis (Balsareny) · Vegeu més fotos d'aquest monument · Carregueu una nova foto d'aquest monument                                  |
| Cal Sant, o Casa Serra de la Plaça                                                  |             | Modernisme XIX-XX                                  | Balsareny Pl. Ajuntament, 1                                                     | 41° 51′ 48″ N, 1° 52′ 36″ E / 41.863270°N,1.876743°E | IPA-16259     | Cal Sant (Balsareny) · Vegeu més fotos d'aquest monument · Carregueu una nova foto d'aquest monument                                           |
| Cal Magí, o Cal Paraire                                                             |             | Modernisme XX                                      | Balsareny C. Ponent, 13                                                         | 41° 51′ 47″ N, 1° 52′ 27″ E / 41.863185°N,1.874167°E | IPA-16260     | Carregueu una nova foto d'aquest monument |
| Cases de la Carretera, 9-11-13                                                      |             | Modernisme, noucentisme XX Inici                   | Balsareny Carretera, 9-11-13                                                    | 41° 51′ 50″ N, 1° 52′ 27″ E / 41.863984°N,1.874113°E | IPA-16261     | Carregueu una nova foto d'aquest monument |
| Centre Instructiu i Recreatiu, El Casino                                            |             | Noucentisme, eclecticisme XX                       | Balsareny Àngel Guimerà, 17                                                     | 41° 51′ 45″ N, 1° 52′ 35″ E / 41.862562°N,1.876366°E | IPA-16262     | Carregueu una nova foto d'aquest monument |
| Mas Martí, Casa Torrents, o Cal Sabala                                              |             | Obra popular XVI-XVIII                             | Balsareny C. Trull - Pl. Roc García                                             | 41° 51′ 46″ N, 1° 52′ 37″ E / 41.862692°N,1.876961°E | IPA-16263     | Carregueu una nova foto d'aquest monument |
| Cafè del Centre                                                                     |             | Obra popular XIX                                   | Balsareny C. de la Creu, 26                                                     | 41° 51′ 49″ N, 1° 52′ 34″ E / 41.863688°N,1.876023°E | IPA-16264     | Carregueu una nova foto d'aquest monument |
| Fàbrica del Molí, o Fàbrica Viñas                                                   |             | XIX                                                | Balsareny Ctra. Manresa-Berga, km 46,2 a la dreta                               | 41° 51′ 19″ N, 1° 52′ 20″ E / 41.855216°N,1.872160°E | IPA-16265     | Fàbrica del Molí (Balsareny) · Vegeu més fotos d'aquest monument · Carregueu una nova foto d'aquest monument                                   |
| Creu de terme de Saladrigues                                                        |             | Eclecticisme XX                                    | Balsareny Ctra. de Balsareny-Súria, km 10                                       |                                                      | IPA-16266     | Carregueu una nova foto d'aquest monument |
| Font de la plaça Major                                                              |             | Obra popular XX Inici                              | Balsareny Pl. Major                                                             | 41° 51′ 47″ N, 1° 52′ 36″ E / 41.863124°N,1.876802°E | IPA-16267     | Carregueu una nova foto d'aquest monument |
| Pedra cantonera de Cal Traver                                                       |             | Obra popular XVII                                  | Balsareny Pl. Ajuntament, 4                                                     | 41° 51′ 47″ N, 1° 52′ 36″ E / 41.863124°N,1.876802°E | IPA-16268     | Pedra cantonera de Cal Traver (Balsareny) · Vegeu més fotos d'aquest monument · Carregueu una nova foto d'aquest monument                      |
| Colònia Minaire de Vilafruns                                                        |             | Obra popular XX Mitjan                             | Balsareny                                                                       | 41° 50′ 41″ N, 1° 52′ 38″ E / 41.844605°N,1.877120°E | IPA-16271     | Colònia Minaire de Vilafruns (Balsareny) · Vegeu més fotos d'aquest monument · Carregueu una nova foto d'aquest monument                       |
| Església de Santa Maria de Balsareny                                                |             | Romànic, gòtic tardà, obra popular XIII, XVI, XVII | Balsareny Pl. Roc García de la Enzina                                           | 41° 51′ 47″ N, 1° 52′ 40″ E / 41.863089°N,1.877778°E | IPA-16274     | Església de Santa Maria de Balsareny · Vegeu més fotos d'aquest monument · Carregueu una nova foto d'aquest monument                           |
| La Mina, o el Pou de Vilafruns                                                      |             | XX                                                 | Balsareny Ctra. Manresa-Berga, km 45                                            | 41° 50′ 25″ N, 1° 52′ 36″ E / 41.840397°N,1.876717°E | IPA-16275     | La Mina (Balsareny) · Vegeu més fotos d'aquest monument · Carregueu una nova foto d'aquest monument                                            |
| Capella de Sant Roc                                                                 |             | XVIII Final                                        | Balsareny Al costat del pont del riu                                            |                                                      | IPA-16276     | Carregueu una nova foto d'aquest monument |
| Colònia la Rabeia                                                                   |             | Obra popular XIX                                   | Balsareny                                                                       | 41° 52′ 36″ N, 1° 53′ 17″ E / 41.876742°N,1.888013°E | IPA-16279     | Colònia la Rabeia (Balsareny) · Vegeu més fotos d'aquest monument · Carregueu una nova foto d'aquest monument                                  |
| Masoveria de la Rabeia                                                              |             | Obra popular XVIII-XIX                             | Balsareny A 300 m del nucli de la Rabeia                                        | 41° 52′ 40″ N, 1° 53′ 26″ E / 41.877876°N,1.890684°E | IPA-16280     | Masoveria de la Rabeia (Balsareny) · Vegeu més fotos d'aquest monument · Carregueu una nova foto d'aquest monument                             |
| Colònia Soldevila, o Colònia de Sant Esteve                                         |             | Obra popular XIX-XX                                | Balsareny                                                                       | 41° 53′ 04″ N, 1° 53′ 10″ E / 41.884357°N,1.886098°E | IPA-16283     | Colònia Soldevila (Balsareny) · Vegeu més fotos d'aquest monument · Carregueu una nova foto d'aquest monument                                  |
| Masia l'Alou                                                                        |             | Obra popular XV, XVII-XVIII                        | Balsareny Camí que surt el pont del riu, a 2 km.                                | 41° 50′ 58″ N, 1° 53′ 04″ E / 41.849336°N,1.884428°E | IPA-16288     | Masia l'Alou (Balsareny) · Vegeu més fotos d'aquest monument · Carregueu una nova foto d'aquest monument                                       |
| Capella de Santa Maria de l'Alou, Santa Margarida                                   |             | Romànic XIII-XV                                    | Balsareny Al mig d'un camp, prop del mas Alou                                   | 41° 50′ 56″ N, 1° 52′ 58″ E / 41.848857°N,1.882871°E | IPA-16289     | Carregueu una nova foto d'aquest monument |
| Font de l'Alou                                                                      |             | Obra popular XVI-XVIII                             | Balsareny A 50 m. del mas l'Alou                                                | 41° 50′ 59″ N, 1° 53′ 00″ E / 41.849782°N,1.883318°E | IPA-16290     | Carregueu una nova foto d'aquest monument |
| Capella de Sant Jaume de Puigdorca                                                  |             | Barroc XVII, XX                                    | Balsareny Ctra. de Balsareny-Avinyó, km 41 camí a la dreta                      | 41° 51′ 44″ N, 1° 53′ 22″ E / 41.86209°N,1.88942°E   | IPA-16291     | Carregueu una nova foto d'aquest monument |
| Església de Sant Vicenç d'Aladernet                                                 |             | Preromànic, romànic X, XIII                        | Balsareny Propera al mas Candàliga                                              | 41° 51′ 22″ N, 1° 50′ 38″ E / 41.856234°N,1.843775°E | IPA-16292     | Església de Sant Vicenç d'Aladernet (Balsareny) · Vegeu més fotos d'aquest monument · Carregueu una nova foto d'aquest monument                |
| Capella de Sant Ambròs                                                              |             | Obra popular, neoclassicisme XIX                   | Balsareny A 100 m. de la masia l'Ambròs Vell                                    | 41° 52′ 51″ N, 1° 53′ 29″ E / 41.880725°N,1.891494°E | IPA-16293     | Carregueu una nova foto d'aquest monument |
| Pedrons del camí vell del Castell                                                   |             | Obra popular XX Inici                              | Balsareny Al camí vell del poble al castell                                     | 41° 52′ 25″ N, 1° 52′ 48″ E / 41.873638°N,1.879899°E | IPA-16294     | Pedrons del camí vell del Castell (Balsareny) · Vegeu més fotos d'aquest monument · Carregueu una nova foto d'aquest monument                  |
| Pont del Riu                                                                        |             | Obra popular XVIII                                 | Balsareny Sobre el Llobregat, a 0,5 km del nucli                                | 41° 51′ 34″ N, 1° 52′ 49″ E / 41.859484°N,1.880216°E | IPA-16295     | Pont del Riu (Balsareny) · Vegeu més fotos d'aquest monument · Carregueu una nova foto d'aquest monument                                       |
| Pont de Conangle                                                                    |             | Gòtic, obra popular XIV-XVI                        | Balsareny i Sallent Ctra. de Manresa-Berga, km 44, a 300 m                      | 41° 50′ 05″ N, 1° 52′ 37″ E / 41.834754°N,1.877028°E | IPA-16296     | Pont de Conangle (Balsareny i Sallent) · Vegeu més fotos d'aquest monument · Carregueu una nova foto d'aquest monument                         |
| La Síquia, o la Séquia                                                              |             | Gòtic XIV                                          | Balsareny Paral·lel al Llobregat                                                | 41° 51′ 44″ N, 1° 52′ 55″ E / 41.86227°N,1.88205°E   | IPA-17250     | La Síquia (Balsareny) · Vegeu més fotos d'aquest monument · Carregueu una nova foto d'aquest monument                                          |
| Imatge de Santa Cecília                                                             |             | Noucentisme XX Inici                               | Balsareny A 20 m del Mas Vilafruns                                              | 41° 50′ 28″ N, 1° 52′ 42″ E / 41.84111°N,1.87829°E   | IPA-17251     | Carregueu una nova foto d'aquest monument |
| Ajuntament de Balsareny                                                             |             | Obra popular XX                                    | Balsareny Nucli de la vila                                                      | 41° 51′ 48″ N, 1° 52′ 38″ E / 41.863229°N,1.877093°E | IPA-38281     | Ajuntament de Balsareny · Vegeu més fotos d'aquest monument · Carregueu una nova foto d'aquest monument                                        |
| Església de Sant Esteve de la Colònia de Soldevila                                  |             | Romànic, historicisme XI, XX                       | Balsareny Colònia de Soldevila                                                  | 41° 53′ 04″ N, 1° 53′ 09″ E / 41.884479°N,1.885909°E | IPA-16284     | Església de Sant Esteve de la Colònia de Soldevila (Balsareny) · Vegeu més fotos d'aquest monument · Carregueu una nova foto d'aquest monument |
| Masia de l'Ambròs Vell                                                              |             | Obra popular XVII-XVIII                            | Balsareny A 0,5 km del camí que surt de la Rabeia cap a Navàs                   | 41° 52′ 52″ N, 1° 53′ 26″ E / 41.881221°N,1.890629°E | IPA-16282     | Masia de l'Ambròs Vell (Balsareny) · Vegeu més fotos d'aquest monument · Carregueu una nova foto d'aquest monument                             |
| Mas Sobirana                                                                        |             | Obra popular XVIII                                 | Balsareny Sobirana de Ferrans, ctra. Balsareny-Súria, km 46, camí a la dreta    | 41° 52′ 38″ N, 1° 51′ 05″ E / 41.877282°N,1.851338°E | IPA-16251     | Mas Sobirana (Balsareny) · Vegeu més fotos d'aquest monument · Carregueu una nova foto d'aquest monument                                       |
| Barraca de vinya                                                                    |             | Obra popular XVIII-XIX                             | Balsareny Camí que puja al castell, a 0,5 km del camí de la dreta               | 41° 52′ 09″ N, 1° 52′ 48″ E / 41.869271°N,1.879922°E | IPA-16285     | Carregueu una nova foto d'aquest monument |
| Fàbrica de Vilafruns                                                                |             | XIX-XX                                             | Balsareny Vilafruns, ctra. Manresa-Berga                                        | 41° 50′ 30″ N, 1° 52′ 47″ E / 41.841689°N,1.879779°E | IPA-16272     | Fàbrica de Vilafruns (Balsareny) · Vegeu més fotos d'aquest monument · Carregueu una nova foto d'aquest monument                               |
| Mas Vilafruns                                                                       |             | Obra popular XVIII                                 | Balsareny Vilafruns, ctra. Manresa-Berga, km 44,7                               | 41° 50′ 34″ N, 1° 52′ 50″ E / 41.842770°N,1.880510°E | IPA-16273     | Carregueu una nova foto d'aquest monument |